# Заозёрск
Заозёрск (ранее также известен как посёлок Заозёрный, Североморск-7, Мурманск-150, Западная Ли́ца) — город в Мурманской области России. Находится близ губы Западная Лица Мотовского залива Баренцева моря.

## История
С 1833 года в устье реки Западная Лица было саамское поселение с одноимённым[каким?] названием. В 1860 году правительство Российской империи разрешило заселить северные земли России финнами, в 1877 году здесь появились финские поселенцы, основавшие село Западная Лица рядом с саамским. В 1931 году ими был образован рыболовецкий колхоз «Коминтерн». В 1940 году, после окончания советско-финской войны, правительство СССР выселило финнов из Мурманской области. Рыболовецкий колхоз был закрыт.
В 1958 году был разработан первый генеральный план застройки посёлка Заозёрный и было начато его строительство. Посёлок строился для обеспечения базы атомных подводных лодок «Западная Лица» 1-й Краснознамённой флотилии Северного Флота. Кольский райисполком в 1962 году присвоил посёлку название Заозёрный; в январе 1963 года Мурманский облисполком подтвердил это название. Посёлок относился к Ура-губскому сельскому совету. С января 1972 года до сентября 1981 года посёлок Заозёрный в открытой почтовой переписке именовался Североморск-7. 14 сентября 1981 года Указом Президиума Верховного Совета РСФСР населённый пункт Заозёрный был преобразован в закрытый город областного подчинения с присвоением наименования город Заозёрск; в открытой почтовой переписке с 12 октября 1981 он именовался как Мурманск-150. В 1994 году городу установлено официальное название Заозёрск.

## Статус
С точки зрения административно-территориального устройства, этот город имеет статус закрытого административно-территориального образования, в границах которого образовано самостоятельное одноимённое муниципальное образование со статусом городского округа ЗАТО город Заозёрск.
Площадь ЗАТО — 516 км². Проезд в ЗАТО осуществляется по специальным пропускам через КПП. В его состав входит город Заозёрск с прилегающими военными городками пункта базирования Западная Лица: губа Нерпичья, губа Лопаткина, губа Малая Лопатка, губа Андреева. 
Само городское поселение находится между сопок в 2—3 километрах от устья реки Западная Лица.
Глава администрации ЗАТО города Заозёрска — Пеньшин Алексей Сергеевич. Глава муниципального образования ЗАТО города Заозёрска — Игорь Викторович Винокур.
Исполняющая обязанности начальника МКУ «Управление ОКСиМП» Андреева Светлана Леонидовна.

## Население
| 1996    | 2000    | 2001    | 2002    | 2003    | 2005    | 2006    | 2007    | 2008    |
| ------- | ------- | ------- | ------- | ------- | ------- | ------- | ------- | ------- |
| 19 300  | ↘14 300 | ↘14 000 | ↘12 687 | ↗12 700 | ↗13 100 | ↗13 300 | ↘13 200 | ↗13 400 |
| 2009    | 2010    | 2011    | 2012    | 2013    | 2014    | 2015    | 2016    | 2017    |
| ↗13 429 | ↘11 199 | ↗11 217 | ↘10 767 | ↘10 375 | ↘9860   | ↗9864   | ↗9872   | ↗10 019 |
| 2018    | 2019    | 2020    | 2021    | 2023    |         |         |         |         |
| ↘9915   | ↘9656   | ↘9246   | ↘7762   | ↘7760   |         |         |         |         |

На 1 января 2024 года по численности населения город находился на неизвестном (невозможно определить город)-м месте из 1119 городов Российской Федерации.
Численность населения, проживающего на территории населённого пункта, по данным Всероссийской переписи населения 2010 года составляет 11199 человек, из них 5922 мужчины (52,9 %) и 5277 женщин (47,1 %).
Национальный состав
По переписи населения 2010 года из населения муниципального образования 81,5 % составляют русские, 11,3 % — украинцы, 1,9 % — белорусы, 1,2 % — татары, а также 4,2 % других национальностей.
По итогам переписи населения 2020 года проживали следующие национальности (национальности менее 0,1 % и другое, см. в сноске к строке «Другие»):
| Национальность | Численность, чел. | Доля     |
| -------------- | ----------------- | -------- |
| Русские        | 6080              | 78,33 %  |
| Украинцы       | 349               | 4,50 %   |
| Татары         | 99                | 1,28 %   |
| Белорусы       | 89                | 1,15 %   |
| Марийцы        | 30                | 0,39 %   |
| Чуваши         | 25                | 0,32 %   |
| Кумыки         | 19                | 0,24 %   |
| Башкиры        | 18                | 0,23 %   |
| Лезгины        | 18                | 0,23 %   |
| Аварцы         | 17                | 0,22 %   |
| Азербайджанцы  | 12                | 0,15 %   |
| Табасараны     | 10                | 0,13 %   |
| Молдаване      | 10                | 0,13 %   |
| Ногайцы        | 9                 | 0,12 %   |
| Армяне         | 9                 | 0,12 %   |
| Другие         | 968               | 12,46 %  |
| Итого          | 7762              | 100,00 % |

## Достижения
Заозёрск насчитывает:
- 37 Героев Советского Союза
- 9 Героев Российской Федерации
- 1 Героя Социалистического Труда

## Социальная сфера
Одна средняя общеобразовательная школа, три детских сада, детская спортивная школа, Центр Дополнительного Образования Детей. В начале 2006 года центр детско-юношеского творчества и центр юного туриста объединили в центр дополнительного образования детей (ЦДОД). В 2011 году был построен каток около школы номер 287 (ныне не существует).
Еженедельная газета «Западная Лица». В городе ежедневно в 19:00 вещает заозёрский телеканал "Западная лица", также в городе имеется заозёрское радио "Западная лица". Построена церковь. В городе находится памятник погибшим на подводных лодках «Комсомолец» и памятник "Строителям" вместе с  К-3 «Ленинский комсомол». 
В Международной лиге КВН играет команда КВН "Сборная Заозёрска"

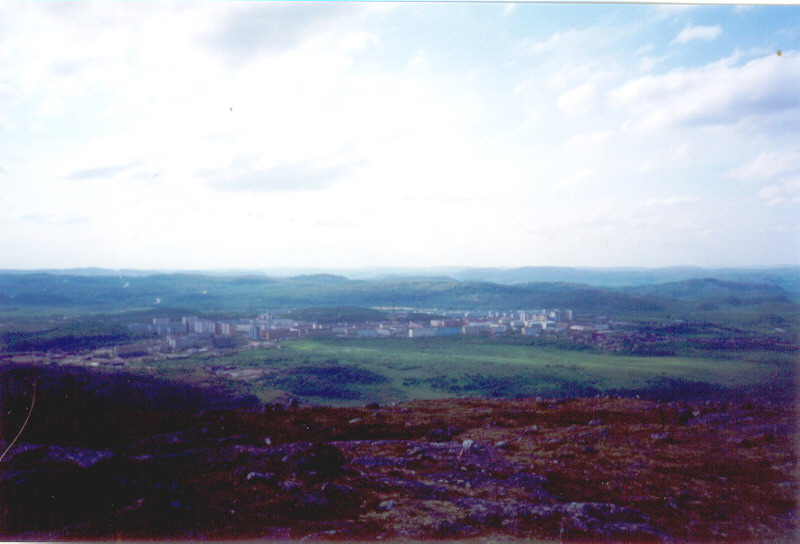
Вид на город
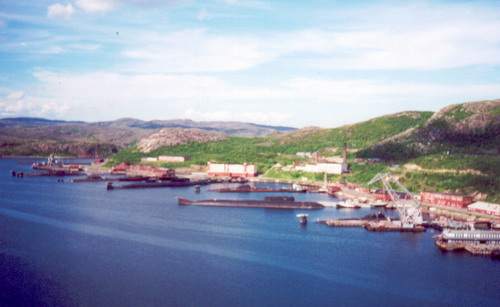
Губа Западная Лица
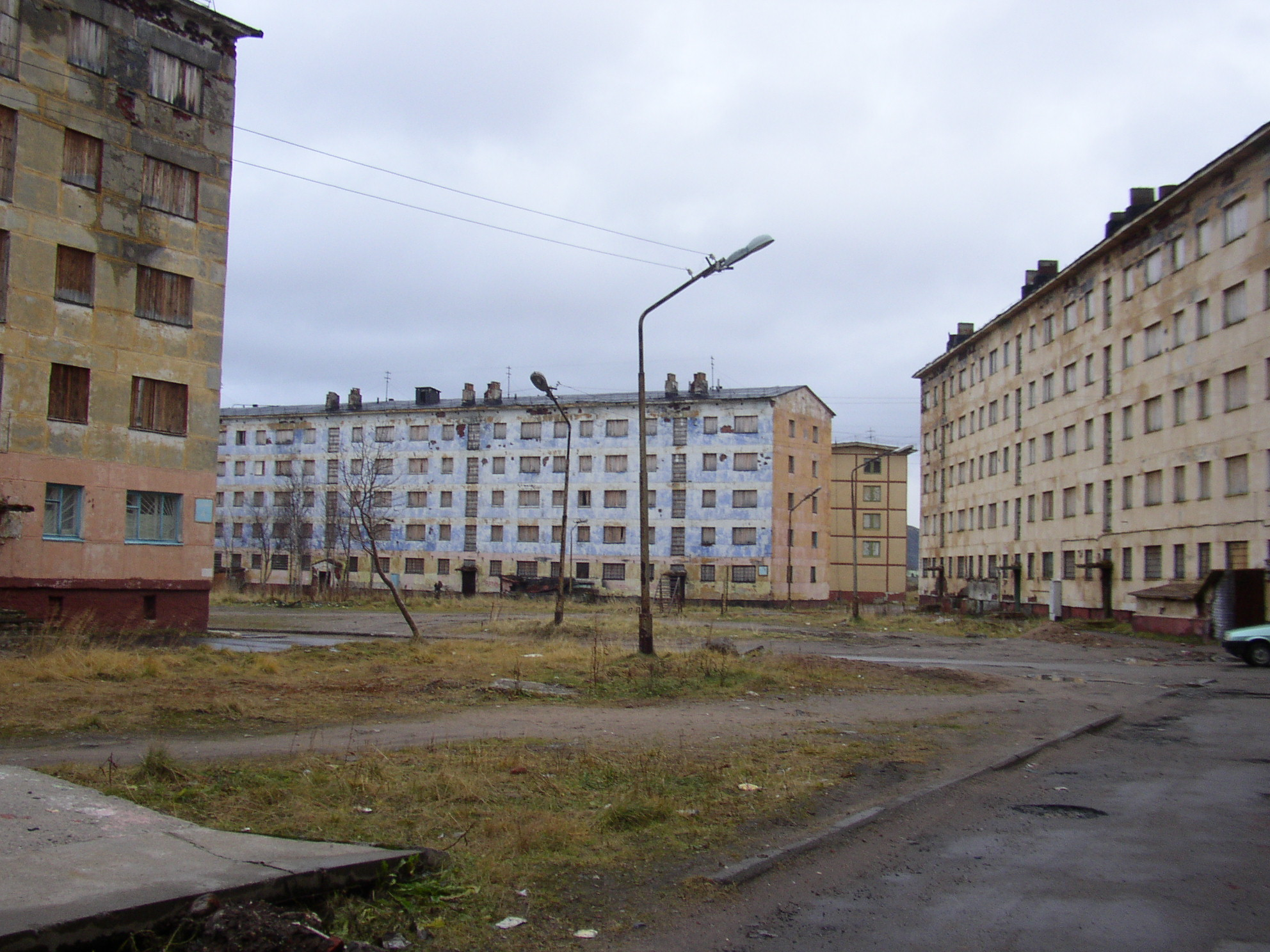
Заброшенные дома в городе